# Drosophila mitis
Drosophila mitis este o specie de muște din genul Drosophila, familia Drosophilidae, descrisă de Mary Katherine Curran în anul 1936. Conform Catalogue of Life specia Drosophila mitis nu are subspecii cunoscute.